# 中尾英武
中尾 英武（なかお ひでたけ、1943年 - 2021年）は兵庫県柏原町生れの日本画家。堂本印象に師事。東丘社展に加え、日展でも活躍した。

## 略歴
1943年、兵庫県柏原町にて日本画家山本茂斗萌の実子として生まれる。1967年に京都市立美術大学日本画科を卒業し、堂本印象が主催する画塾東丘社に入塾。1969年、日展に初入選してから、特選は2回（1972年、2000年）、入選30回を数え、日春展日春賞・奨励賞などを受賞する。2014年から日展会員。2021年に逝去した。

## 人物
大画面の人物画を得意とし、初期には母子や朝市や漁港で働く人を題材にした力強い作品を手掛けた。晩年は白や淡い色が目立つようになった画風がよく表われ、上品さと儚さのまじりあった女性像を描いた。父親の山本茂斗萌は、好んで舞妓を描いたが、中尾も和装の女性の作品を多く残した。
評論家の田中裕は、昭和10年代後半期に生まれた作家の中で、中尾を現代美術のホープとして取り上げた。

## 親族
- 山本茂斗萌 - 父、日本画家。
- 山本百子 - 母[8]。